# Amazonia (Missouri)
Amazonia è un villaggio degli Stati Uniti d'America, situato nello Stato del Missouri, nella contea di Andrew.